# Vrede van Sint-Jacobus
De Vrede van Sint-Jacobus of Vrede van Sint-Jacob (Frans: Paix de Saint-Jacques) is de oudste nog bestaande wet in België. Ze dateert van 1487.

## Geschiedenis
Na de plundering van de stad Luik door Karel de Stoute in 1468 die vooral te wijten was aan de slechte organisatie in het prinsbisdom Luik was er behoefte om de rust te doen terugkeren en het functioneren van het prinsbisdom te verbeteren door wetten en reglementeringen te gaan samenbundelen.
Dit werd mogelijk na de dood van Karel de Stoute in 1477. Zijn dochter Maria van Bourgondië verzaakte op 19 maart 1477 aan haar rechten op het prinsbisdom en gaf, op vraag van haar oom en prins-bisschop Lodewijk van Bourbon, alle privileges aan de Luikenaars terug. Het was ten slotte prins-bisschop Johan van Horne die erin slaagde om dit te verwezenlijken. Hij kon hierbij rekenen op de steun van Maximiliaan van Oostenrijk. Op 5 april 1487 werd uiteindelijk in de benedictijner Sint-Jacobsabdij te Luik de Vrede van Sint-Jacob ondertekend. Johan van Horne verhief de verdragstekst tot wet op 28 april 1487.
De Vrede van Sint-Jacobus bepaalde in hoge mate de organisatie van het dagelijkse leven binnen het prinsbisdom Luik. Zo bevatte de Vrede wetten in verband met belastingen, organisatie van het bestuur in de heerlijkheden, transport via de Maas, afwatering, steenkoolontginningen en nog vele andere onderwerpen.
Dit verdrag schrapte de voorwaarden van de Vrede van Sint-Truiden uit 1465 die het prinsdom gedurende ruim twintig jaar steeds verder naar het economisch bankroet hadden geleid.
Tot op de dag van vandaag worden een aantal bepalingen in verband met afwatering en riolering nog steeds gebruikt in België. De Vrede van Sint-Jacobus zou daarmee de oudste nog bestaande Belgische wet zijn.